# Dolog (jog)
A dolog birtokba vehető, emberi uralom alá hajtható testi tárgy, a dologi jog alapfogalma. A fogalom gyökere a római jogig nyúlik vissza, azonban csak a középkortól kezdve tettek kísérletet az általános fogalom meghatározására, ám mindössze a polgári kor törvénykönyvei jutottak el az absztrakt megfogalmazásig. Az osztrák polgári törvénykönyv megfogalmazása szerint: „Mindaz, ami a személytől különbözik és emberi szükséglet kielégítésére szolgál, jogi értelemben dolognak minősül.” Így e szerint például dolognak számít a kötelmi jogi követelés vagy a szerzői jogi haszonélvezet is.
A magyar polgári törvénykönyv nem tartalmazza a dolog fogalmát, kikerüli ezt a kérdést, csak a tulajdonjog kapcsán említi: „minden birtokba vehető dolog tulajdonjog tárgya lehet.” Így a magyar jogban fontos kritérium a birtokba vehetőség és ezzel összefüggésben az, hogy a tárgy fizikai léttel bírjon. Ezen kívül dologként kell még kezelni a pénzre és értékpapírra, valamint a dolog módjára hasznosítható természeti erőkre. Előbbi kettő azért különleges, mert nem a testi mivoltukban van jelentőségük, hanem az általuk hordozott értékben, utóbbin pedig főleg az elektromos áramot érti a jogalkotó, de ide tartozik a napfény, víz, szél stb. is.
Minden modern jogrendszerben egyértelmű, hogy az emberi test nem számít dolognak, így nem lehet tulajdonjog tárgya sem, azzal  kereskedni pedig tiltott, a személyiségi jog meghatározott körben enged csak rendelkezést az emberi test felett (például szervek felajánlása átültetésre). Az ember holtteste szintén nem minősül dolognak, az azzal való rendelkezés szintén nem a dologi jogba, hanem a személyiségi jogokba és a hozzátartozók kegyeleti jogaiba tartozik.

## Osztályozása
Hagyományos három szempont alapján történhet a dolgok felosztása: természeti tulajdonságuk alapján, a forgalomképesség alapján, más dologhoz való kapcsolatuk alapján. Mivel a dolgok osztályozása egy-egy korszak társadalmát is jellemzi, ettől eltérő felosztások is születtek: az ókori rómaiak megkülönböztették az isteni jog és az emberi jog alá tartozó dolgokat, a szocialista jogban pedig a termelési eszközöket és használati javakat.

### Természeti tulajdonság szerint
- A dolgok lehetnek ingók és ingatlanok. Az osztrák polgári törvénykönyv az ingó fogalmából kiindulva határolja el a kettőt: ingó az, ami állagsérelem nélkül egyik helyről a másikra áttehető, minden más ingatlan. A magyar Ptk. ellenben az 1928-as magánjogi törvényjavaslat meghatározását veszi át: ingatlan a telek, a föld felületének meghatározott részei, minden más ingónak számít, ám magát a fogalmat nem határozza meg. A szocialista jogban ezen felosztás helyett az állóeszközök és forgóeszközök került előtérbe.[8]
- Másik felosztás az elhasználható és elhasználhatatlan dolgok: utóbbiak tipikusan ingatlanok, ám előfordulnak kivételek, ingó dolgok is lehetnek elhasználhatatlanok (pl. íróasztal). Az elhasználható dolgok azok, amik a rendeltetésszerű használat során állagukban megsemmisülnek, például a kenyér rendeltetése az, hogy megegyék.[9]
- Léteznek helyettesíthető és helyettesíthetetlen dolgok. A elfogyasztható dolgok általában helyettesíthetőek is, de fordítva ez már nem mindig igaz, főleg ha az adott dolog megsemmisül az elfogyasztás során. Ezek általában szám, súly, mérték szerint vannak jelen a forgalomban (például búza), míg a helyettesíthetetlenek egyedi körülírással jelölhetők meg. Ennek az elhatárolásnak a kötelmi jogban van nagy jelentősége.[10]
- A dolgok lehetnek oszthatóak és oszthatatlanok. Oszthatónak akkor minősül jogilag egy dolog, ha a felosztás után részeinek minősége és gazdasági rendeltetése nem változik, nem csökken az értéke, ellenkező esetben oszthatatlannak számít.[10]
- Értékkel bíró és érték nélküli is lehet egy dolog. A polgári jogban főleg az első kategóriának van jelentősége, a másodiknak csak abban az esetben ha a dolog azért érték nélküli, mert az felbecsülhetetlen, mint a műkincsek, akkor ezekre speciális jogi szabályozást kell alkalmazni. Értékkel akkor bír egy dolog, ha alkalmas emberi szükséglet kielégítésére.[11]
- A dolgok feloszthatók egységes és összetett dolgokra is. Egységes dolog mindaz, ami természetes fejlődés eredménye, illetve azok az előállított dolgok, amiknek alkotóelemi önálló létüket teljesen elvesztik. Összetett dolgok azok, amelyek eredeti állapotukba visszaállíthatóak, ezeken az egységes dolgokkal ellentétben fennállhat külön tulajdonjog (például a festményen és a képkereten).[12]
- A dolgok végül lehetnek élők és élettelenek is. Ez a felosztás napjainkban kezd megjelenni, a jogtudomány az állatokat és növényeket eddig azonosan kezelte az élettelen testi tárgyakkal.[12]

### Forgalomképesség szerint
A dolgok lehetnek forgalomképesek és forgalomképtelenek. Bizonyos dolgok eleve nem vehetők birtokba, ezek az uratlan dolgok, míg másokon fennállhat tulajdonjog, de amíg senki nem veszi birtokba őket, forgalmon kívül állnak (például vadon termő gyümölcsök). Bizonyos dolgok, bár tulajdonjog fennáll rajtuk, mégis forgalomképtelennek minősülnek törvény alapján, például az állami tulajdon kizárólagos tárgyai, valamint az önkormányzati törzsvagyon. A forgalomképtelen dolgok nem idegeníthetők el. Léteznek ezen kívül korlátozottan forgalomképes dolgok, amiknél szűkülhet az alanyi kört, a forgalmazás területét, a forgalmazás módját, a forgalomba hozható mennyiséget, illetve előzetes állami engedélyhez köthetik a forgalmazást.

### Más dologhoz való kapcsolat szerint
A dolgokon belül megkülönböztetünk fődolgokat és mellékdolgokat, ezek egymás jogi sorsában osztoznak. A fődolog az, ami meghatározza a hozzá kapcsolódó mellékdolgok jogi sorsát, ezek azonban nem feltétlenül kapcsolódnak fizikai módon egymáshoz. A felosztás relatív értékű, hiszen egy dolog lehet egyszerre fő- és mellékdolog is, attól függően, hogy melyik másik dologhoz viszonyítjuk.
Az alkotórész az egyik leggyakoribb dologkapcsolat. A magyar Ptk. meghatározása szerint „a tulajdonjog kiterjed mindarra, ami a dologgal olyanképpen van tartósan egyesítve, hogy az elválasztással elpusztulna, illetőleg az elválasztással értéke vagy használhatósága számottevően csökkenne (alkotórész).” Ez esetben tehát a dolgok fizikailag kapcsolódnak egymáshoz és ez a kapcsolódás tartós, valamint jelentős állagsérelem nélkül nem szüntethető meg. Ezzel rokonértelmű fogalom a növedék, eltérés akkor mutatkozik, ha egy dolog mértékében növekszik, például felmegy piaci ára, ekkor a növedék hasznot jelent.
A tartozék „az a mellékdolog, ami nem alkotórész ugyan (önálló dologi létét tehát nem veszíti el), de a fődolog rendeltetésszerű használatához vagy épségben tartásához rendszerint szükséges vagy elősegíti azt.” Az alkotórészhez képest tehát lazább a dolgok kapcsolata, tartozék csakis ingó dolog lehet.
A gyümölcs jelent minden gazdasági előnyt, ami valamely dolognak vagy jogosítványnak a rendeltetésszerű használata során időnként visszatérően keletkezik, anélkül, hogy a gyümölcsöző dolog vagy jogosítvány léte, épsége és további gyümölcsözési képessége veszélyeztetve volna. A haszon a gyümölcshöz hasonló fogalom, minden olyan további előnyt jelent, ami nem gyümölcs, de a dologhoz fűződik.
A dologösszesség forgalmi egység, több különálló, ugyanazon cél szolgálatára rendelt dolog, aminek fő jelentősége a könnyebb átruházhatósága. Állhat egyfajtájú és különböző fajtájú dolgokból is. A vagyon valamely jogalany értékben meghatározható javait jelenti.